# Mabel Besant-Scott
Mabel Emily Besant-Scott (Leckhampton, 28 agosto 1870 – Folkestone, 22 maggio 1952) è stata una teosofa britannica.

## Biografia
Mabel Besant-Scott nacque a Leckhampton, nel borough di Cheltenham, il 28 agosto 1870. Figlia della famosa teosofa, secolarista e co-massone Annie Besant (Wood da nubile) e del reverendo Frank Besant, ebbe anche un fratello di nome Arthur. 
Nel 1892 sposò a Marylebone il giornalista Ernest Scott; insieme emigrarono in Australia, dove il marito sì convertì al cattolicesimo. In seguito divorziarono, a causa della condanna del marito a diversi anni di carcere per pedofilia nei confronti di un bambino di 10 anni, e la Besant-Scott decise di far ritorno in Inghilterra.
Per un certo periodo fu insieme alla madre sia nella massoneria mista britannica de Le Droit Humain che nella Società Teosofica di Adyar. In seguito alla morte della madre, Mabel Besant-Scott divenne il capo della federazione britannica della Co-Massoneria, ma l'anno successivo presentò improvvisamente le sue dimissioni e poco più tardi si unì alla Confraternita di Crotone dell'Ordine della Rosa Croce, portandosi dietro alcuni dei suoi seguaci provenienti dalla Co-Massoneria.
Fu una dei membri più attivi del Teatro rosacrociano di Christchurch, all'epoca guidato da George Sullivan. Morì il 22 maggio 1952 a Folkestone.